# Lambda Persei
Lambda Persei (λ Persei, förkortat Lambda Per, λ Per) som är stjärnans Bayerbeteckning, är en stjärna belägen i den nordöstra delen av stjärnbilden Perseus. Den har en skenbar magnitud på 4,29 och synlig för blotta ögat. Baserat på parallaxmätning inom Hipparcosuppdraget på ca 7,7 mas, beräknas den befinna sig på ett avstånd av ca 420 ljusår ( ca 129 parsek) från solen.

## Egenskaper
Lambda Persei är en blå till vit underjättestjärna av spektralklass A0IV. Den utsänder från sin fotosfär ca 348  gånger mer energi än solen vid en effektiv temperatur på ca 10 580 K.